# ポール・ラヌース・グリーバー
ポール・ラヌース・グリーバー(英語: Paul Ranous Greever, 1891年9月28日 - 1943年2月16日)は、アメリカ合衆国・カンザス州出身の弁護士、政治家。ワイオミング州選出のアメリカ合衆国下院議員(通算2期)。民主党員。

## 経歴・人物
カンザス州ランシングに生まれたグリーバーは、地元の公立学校を卒業し、1917年にカンザス大学法学部を卒業した。
第一次世界大戦中の1917年4月から1919年3月まで、第89歩兵師団第314迫撃砲中隊に所属し、一等中尉として従軍した。1917年に弁護士資格を取得し、1921年にワイオミング州パイン・ブラフスとコーディで弁護士としての活動を開始した。1930年から1932年までコーディ市の市長を務め、1933年から1934年までワイオミング大学の理事を務めた。
1934年、グリーバーは民主党員として下院議員選挙に出馬し、当選を果たした。ワイオミング州は伝統的に共和党支持者が多く、民主党系の下院議員の当選はジョン・ユージン・オズボーン(任期: 1897年 - 1899年)以来38年ぶりのことであった。翌1936年選挙でも再選を果たしたが、1938年選挙で共和党のフランク・ホートンに破れ、政界を引退した。
落選後、弁護士としての活動を再開させたが、1943年、ショットガンの掃除中に銃が暴発し、死亡した。